# Ferrari 312
Ferrari 312 je Ferrarijev dirkalnik Formule 1, ki je bil v uporabi med sezonama 1966 in 1969, dizajniral pa ga je Mauro Forghieri.
Za sezono 1966 je bila dovoljena prostornina motorjev povečana na 3000 cm³. Moštva je ta sprememba, čeprav so zagovarjala več moči motorjev, več ali manj ujela nepripravljene.
Ferrarijev dirkalnik za sezono 1966 je bil s 3.3-litrskim V12 motorjem, ki so si ga sposodili pri športnemu dirkalniku Ferrari 275P2 in je bil modificiran na 3000 cm³ ter nameščen zadaj. Nov model Ferrari 312, ki so ga pospešeno pripravljali, je imel oznako 312 zaradi 3 litrskega 12-cilindričnega motorja. Motor je bil razmeroma težak in zaradi zmanjšane prostornine je bil šibak na moči in predvsem pri navoru. John Surtees je z njim debitiral neuspešno na Veliki nagradi Monaka medtem, ko je Lorenzo Bandini tam dirkal s starim dirkalnikom Ferrari Dino 2.5L V6. Surtees je zmagal na drugi dirki za Veliko nagrado Belgije, stezi ki je zaradi dolgih ravnin favorizirala dirkalnike z močnimi motorji, toda prvak iz sezone 1964 je po sporu s šefom moštva Eugeniem Dragonijem zapustil Ferrari. Jedro spora je bilo zanemarjanje svojega moštva Formule 1 s strani Ferrarija, ki je bil v seriji športnih dirkalnikov pod pritiskom zaradi Forda. Mike Parkes je zamenjal Surteesa, ki je prestopil v Cooper-Maserati in v dirkaškem prvenstvu s še eno zmago dosegel drugo mesto. Ludovico Scarfiotti pa je za Ferrari dosegel zmago na domači Veliki nagradi Italije, ki je Ferrariju pomagala do drugega mesta v konstruktorskem prvenstvu.

Za sezono 1967 je moštvo odpustilo Dragonija, nadomestil ga je Franco Lini. Chris Amon in Bandini sta dirkala z izboljšano verzijo lanskoletnega dirkalnika. Na Veliki nagradi Monaka je Bandini doživel hudo nesrečo, nato je nekaj dni kasneje v bolnišnici podlegel poškodbam. Ferrari je ponovno najel Mika Parksa, ki pa se je hudo poškodoval na Veliki nagradi Belgije in moral je končati kariero. Ferrari je sezono končal na le petem mestu v konstruktorskem prvenstvu.
Sezona 1968 je bila le nekoliko boljša. Mladi talent Jacky Ickx je dobil Veliko nagrado Francije, toda uspeha mi ni več uspelo niti približno ponoviti. Sredi sezone so se pojavile aerodinamične komponente, ki so se hitro razvijale. Ferrari je sezono končal na četrtem mestu v konstruktorskem prvenstvu. Šef moštva Franco Lini je odstopil, Ickx pa prestopil v Brabham.
Sezona 1969 je bila za Ferrari prestopna, saj je Enzo Ferrari prestrukturiral moštvo. Amon je dirkal s starim dirkalnikom, Ickxovo mesto pa je zavzel Pedro Rodriguez. Ferrari je končal sezono na petem mestu v konstruktorskem prvenstvu brez zmage, Amon pa je zapustil moštvo.
Dirkalnik je za sezono 1970 nasledil Ferrari 312B.